# August Eriksson
August Eriksson, född 23 januari 1853 i Torstuna församling, Västmanlands län, död 22 september, 1933 i Härnevi församling, Västmanlands län, var en svensk psalmodikonspelare.

## Historik
August Eriksson kom från Husby i Torstuna socken och tillhör en gammal spelmanssläkt. Han tillverkade sitt psalmodikon i sin ungdom. Eriksson deltog med sitt psalmodikon vid Spelmanstävling i Uppsala 1912 under Upplanstinget. Han vann extra pris i psalmodikon och fick prissumman som bestod av 5 kronor. År 1913 intervjuades han av Dagens nyheter och spelade bland annat upp Ebba Brahes brudvals och marschen Tredjedag jul. Eriksson spelade 1918 på Skansens Höganloft, då Erik Dan Bergman kåserade. Sistnämnda år spelade han även på Kulturella ungdomsrörelsens folkdansgille i Kungliga Musikaliska Akademien stora sal. Under gillet medverkade bland annat violinisten Julius Ruthström, sångaren Oscar Ralf och pianisten Märtha Ohlson.
Han medverkade på Spelmansstämman i Malmköping 1922.